# Fyodor Dvornikov
Fyodor Andreyevich Dvornikov (tiếng Nga: Фёдор Андреевич Дворников; sinh ngày 28 tháng 12 năm 1992) là một cầu thủ bóng đá người Nga. Anh thi đấu cho F.K. Dynamo Sankt Peterburg.

## Sự nghiệp câu lạc bộ
Anh ra mắt chuyên nghiệp tại Giải bóng đá chuyên nghiệp quốc gia Nga cho FC Biolog-Novokubansk Progress vào ngày 12 tháng 8 năm 2014 trong trận đấu với FC Chernomorets Novorossiysk.